# Impatiens barnesii
Impatiens barnesii är en balsaminväxtart som beskrevs av Joseph Dalton Hooker. Impatiens barnesii ingår i släktet balsaminer, och familjen balsaminväxter. Inga underarter finns listade i Catalogue of Life.